# 와이라우 사건
와이라우 충돌(영어: Wairau Affray, 1843년 6월 17일)은 와이라우 학살(영어: Wairau Massacre) 또는 와이라우 사건(영어: Wairau Incident)이라고도 불리며, 뉴질랜드에서 와이탕이 조약 체결 이후 영국 정착민과 마오리 사이에 발생한 첫 번째 심각한 무력 충돌로, 남섬에서 발생한 유일한 마오리와 영국 정착민 간 무력 충돌 사건이다.  이 사건은 남섬 북부 말버러의 와이라우 계곡에서 뉴질랜드 회사의 대표자와 치안판사가 이중적인 토지 증서를 가지고 있었던 상태에서, 유럽계 정착민들을 이끌고 나가 응아티 토아(Ngāti Toa) 족장의 테 라우파라하(Te Rauparaha)와 테 랑이해아타(Te Rangihaeata)를 체포하려고 시도하면서 촉발되었다. 전투가 벌어졌고, 22명의 영국 정착민이 사망했으며, 그 중 9명은 항복 후에 죽임을 당했다. 마오리 측에서는 4명이 사망했는데, 그 중에는 테 랑이해아타의 아내인 테 롱고(Te Rongo)가 포함되었다.
이 사건은 정착민들 사이에서 마오리의 무장 반란에 대한 공포를 증폭시켰다.  이 사건은 6개월 후 뉴질랜드에 부임한 로버트 피츠로이(Robert FitzRoy) 총독에게 첫 번째 큰 도전 과제가 되었다. 피츠로이는 사건을 조사한 후 테 라우파라하와 테 랑이해아타를 면책시켰는데, 이는 정착민들과 뉴질랜드 컴퍼니로부터 강한 비판을 받았다. 1944년에 열린 토지 청구 위원회 조사에서는 와이라우 계곡이 합법적으로 매각되지 않았다고 결론지었다. 정부는 원래 소유주로 확인된 랑이타네(Rangitāne) 부족에게 보상금을 지급해야 했는데, 이들은 1830년대 초반까지 이 지역의 소유주였으나, 테 라우파라하에 의해 그 지역에서 쫓겨난 상태였다.

## 배경
뉴질랜드 회사는 1840년 남섬 북부의 넬슨 주변에 정착지를 건설했다. 이 회사는 200,000 에이커(810 km²)를 점유할 계획이었지만, 연말이 되자 할당된 토지가 영국에서 판매되고 있는 상황에서도 뉴질랜드에 있는 회사 대리인들은 정착지를 형성할 수 있는 가용 토지를 찾는 데 어려움을 겪고 있었고, 현지 마오리로부터 그 토지를 매입하는 것은 더더욱 어려웠다. 정착민들은 새로 설립된 식민지 정부와 상의하지 않고, 종종 토지 판매자의 권리를 확인하지 않은 채 마오리로부터 직접 대규모 토지를 구매하기 시작했다. 이 상황은 양측 간의 긴장과 분쟁을 초래했다.
1843년 1월, 아서 웨이크필드 대위가 뉴질랜드 컴퍼니에 의해 넬슨으로 첫 정착민 그룹을 이끌도록 파견되었다. 그는 회사의 주요 임원 중 한 명인 에드워드 기번 웨이크필드와 윌리엄 웨이크필드 대령의 막내 동생이었다. 아서는 에드워드에게 와이라우에서 필요한 양의 토지를 확보했다고 편지로 알렸다. 와이라우는 넬슨에서 약 25km(16마일) 떨어진 곳에 위치했다.  그는 1839년 고래잡이 선장 존 윌리엄 던다스 블렌킨솝(John William Dundas Blenkinsop)의 미망인으로부터 이 땅을 구입했다며 토지 증서를 가지고 있다고 주장했다. 블렌킨솝은 테 롱고(Te Rongo)와 결혼한 상태였다.
1843년 3월, 웨이크필드는 "토착민들과의 약간의 어려움을 예상한다"고 회사에 편지를 썼다. 그 어려움의 원천은 명백했다. 테 라우파라하와 테 랑이해아타 족장, 그리고 그들의 친족인 응아티 토아(Ngāti Toa)족은 그들이 해당 땅의 소유자이며 대가를 받지 못했다고 믿었다. 그들은 1830년대 초반 이후 이 지역을 지배해왔으며, 그 이전에 이 지역을 점유하던 랑이타네(Rangitāne) 부족을 물리친 후부터 해당 지역을 소유하고 있었다.
응아티 토아 족은 영국 법에 따라 자신들이 합법적인 소유자이며, 해당 땅을 판매하지 않았다고 믿었다. 그들은 블렌킨솝 토지 계약서(증서)에 대한 토지 조사관 윌리엄 스페인의 조사 결과가 나올 때까지 토지 측량을 중단해 달라고 요청했다.
1843년 1월, 테 라우파라하의 형인 노호루아(Nohorua)는 와이라우 평야에서의 영국인 활동에 항의하기 위해 족장들로 이루어진 대표단을 이끌고 넬슨에 도착했다. 두 달 후, 테 라우파라하와 테 랑이해아타는 넬슨에 도착하여 토지 소유 문제를 윌리엄 스페인에게 맡길 것을 촉구했다. 스페인은 웰링턴에 주재하며 뉴질랜드 컴퍼니의 모든 토지 구매 주장을 조사하기 시작했다. 나중에 스페인은 그 방문 당시 아서 웨이크필드가 그들에게 와이라우 토지에 대한 대가를 지불하려 했으나, 그들이 이를 단호히 거절하며 결코 그 땅을 양도하지 않겠다고 말했다고 기록했다. 아서 웨이크필드는 스페인의 조사를 기다리라는 요청을 거부하고, 만약 마오리들이 그 토지에서 회사 측량사들을 방해하면 자신이 300명의 경찰을 이끌고 그를 체포하겠다고 테 라우파라하에게 통보했다.
테 라우파라하와 노호루아는 5월 12일 스페인에게 서한을 보내 그가 남섬으로 와서 회사의 와이라우에 대한 주장을 해결해 줄 것을 긴급히 요청했다. 스페인은 웰링턴에서의 업무가 끝나는 대로 그렇게 하겠다고 답변했다. 한 달 후, 스페인이 여전히 도착하지 않자, 테 라우파라하는 와이라우로 일행을 이끌고 가서 측량사들의 모든 장비와 그 지역에서 만들어진 쉼터를 파괴했다. 그들은 측량 장비가 들어 있는 대충 지어진 초가집을 불태웠다.  측량사들은 붙잡혀 넬슨으로 무사히 되돌려 보내졌다.